# E. O. Chirovici
Eugen Ovidiu Chirovici assina como E. O. Chirovici (Făgăraș, 11 de maio de 1964) é um economista, ex-jornalista e escritor de ficção romeno que vive na Europa Ocidental desde 2012 e também escreve em inglês. 

## Biografia
Ele nasceu na região da Transilvânia na Romênia, em uma família romeno-húngara-alemã. Ele fez sua estreia literária com uma coleção de contos, e seu primeiro romance, Masacrul (1991), vendeu mais de 100.000 cópias na língua romena, um número sem precedentes naquele mercado.
Em 1988 graduou-se na Academia de Estudos Econômicos de Bucareste. Trabalhou como economista e também estudou na Universidade de Glasgow, além de um treinamento no Banco Mundial.. Ele possui doutorado em Economia, Comunicação e História, e é membro da Academia de Ciências Romena.
Começou também a trabalhar como jornalista . Entre 1992 e 2000 foi primeiro repórter, depois editor, chefe de departamento, editor-chefe adjunto e, finalmente, editor-chefe do Curierul Național. Também colaborou com canais de rádio e televisão como: Radio Free Europe / Radio Liberty, BBC e TVR . Em 2000 trabalhou como diretor executivo na criação da B1 TV, onde liderou até 2002 . No mesmo ano, tornou-se conselheiro econômico do primeiro-ministro Adrian Nastase. Entre 2003 e 2007 foi Presidente-Secretário de Estado da ex-Agência Nacional das Pequenas e Médias Empresas, depois, de 2008 a 2012, assessor do Conselho de Administração do Banco Nacional da Romênia. Publicou inúmeros artigos e livros na sua área profissional  .
Sua primeira grande paixão artística foi a pintura . No final dos anos 1980 e início dos anos 1990, vendeu dezenas de obras para galerias, tornando-se posteriormente pintor secundário.
 
Em 2012, o filho de E. O. Chirovici se formou na faculdade na Inglaterra e trabalhou lá, e sua esposa recebeu uma oferta de emprego na Inglaterra. Por conta disso, Chirovici, então com 48 anos, renunciou ao cargo no Banco Nacional e mudou-se para a Inglaterra com a ideia de continuar apenas escrevendo.

### Carreira literária
Ele já tinha publicado vários livros na Romênia mas na Inglaterra ele conseguiu publicar o romance, The Book of Mirrors, somente em 2015, após muitas tentativas. Durante um ano, ofereceu-o a mais de uma centena de agências literárias americanas. Ao final, dez pediram o manuscrito, mas todos recusaram sem motivação. Desta vez, de três agências na Inglaterra, uma aceitou o romance imediatamente e em um mês o vendeu em 30 países. . Em 2018, o livro fora publicado em 39 idiomas, em mais de 40 países, e vendeu 400.000 exemplares.  
Em 2017, quando a sua esposa começou a trabalhar para a  Comissão Europeia, o escritor também se mudou para Bruxelas.
Em 2020, o escritor mudou-se para Florença na Itália, mas retornou periodicamente a Bucareste, capital da Romênia. Seus livros também são publicados em romeno, e ele ainda é cidadão romeno. 

### Prêmios
Recebeu a Medalha Kent, em 2009, pelas mãos do príncipe inglês Edward, Duque de Kent.

## Obras
- Masacrul (1991)
- Comando pentru general (1991)
- A doua moarte (2006)
- Suflete la preț redus (2007)
- La broasca leșinată (2007)
- Labyrinth.com (2009)
- Voodoo (2010)
- Pulbere neagră (2010)
- Hoodoo Creek (2011)
- Cine a ucis-o pe Nora Jones? (2011)
- Sanitarium. Locul în care nimic nu este ce pare a fi (2012)
- O amintire de la Paris (2012)
- The Second Death (2014)
- The Book of Mirrors (2015) O Livro dos Espelhos (Record, 2017)
- Bad Blood (2018) Sangue Ruim (Record, 2021)

### Ensaios (Não-ficção)
- Națiunea virtuală. Eseu despre globalizare (2001)
- Misterele istoriei. Religie, politică, bani (2005)
- Noua economie. ABC pentru viitorii milionari (2008)
- Puterea (2009)
- Gods, Weapons and Money: The Puzzle of Power (2014)
- Rumors That Changed the World. A History of Violence and Discrimination (2014)